# Antena (czasopismo 1945–2002)
Antena – tygodnik o tematyce radiowo-telewizyjnej, wydawany w Polsce przez Wydawnictwa Radia i Telewizji od połowy 1945 do 2002 r.

## Historia
Przed II wojną światową ukazywały się dwa czasopisma, które (szczególnie to drugie) ukształtowały format „Anteny”. W listopadzie 1927 r. czytelnicy otrzymali miesięcznik „Antena Polska”, redagowany przez Alojzego Kaszyna. W pierwszym numerze kolegium redakcyjne (Konrad Górski, Aleksander Janowski, Henryk Mościcki, Eugeniusz Porębski, Jerzy Sosnowski) deklarowało „uwydatnić, podkreślić i podnieść rolę kulturalną radia, wzbudzić entuzjazm dla niego”. Mimo interesujących treści i ciekawej szaty graficznej miesięcznikowi nie udało się wzbudzić entuzjazmu. Ukazało się zaledwie 6 numerów „Anteny Polskiej”. W latach 30. XX wieku ukazywał się „Ilustrowany tygodnik dla wszystkich – Antena” wydawany przez Spółkę Wydawniczą „RA” (przez pierwszy miesiąc używano nazwy „Radio”). Szefem redakcji był Jan Piotrowski. Pierwszy numer tygodnika ujrzał światło dzienne 7 października 1934 r., ostatni 3 września 1939 r. Pismo składało się z 16-stronicowej części ogólnej, ilustrowanej oraz 32-stronicowej części programowej. Nakład pisma oscylował w okolicy 35 000 egzemplarzy.
Na początku okresu powojennego (w latach 1945–1958: od numeru 1. do numeru 657.) czasopismo posługiwało się tytułem „Radio i Świat”, następnie (w latach 1958–1981: od numeru 658. do numeru 1856.) oficjalna nazwa brzmiała „Radio i Telewizja” (używano również skrótów „Radio i TV” i „RTV”). 
W marcu 1981 r. tygodnik – kontynuując numerację – przyjął tytuł „Antena – pismo widzów i słuchaczy” po czym wrócił do nazwy „Radio i Telewizja" używanej jeszcze na przełomie 1991 i 1992 roku. 
Od 1993 r. tygodnik ukazywał się kolorowej szacie graficznej i ponownie pod nazwą „Antena". W 2000 r. nakład tygodnika wynosił 200 000 egzemplarzy. W 2001 r. czasopismo zostało odsprzedane Domowi Wydawniczemu Wolne Słowo (wydawcy m.in. dziennika „Życie”) i wkrótce upadło.

## Miesięcznik
W latach 1956–1958 ukazywała się „Antena – miesięcznik poświęcony radiu i telewizji”. Pierwszy numer wydano w listopadzie 1956 r. pod redakcją Macieja Józefa Kwiatkowskiego (późniejszym szefem redakcji był Zbigniew Wasilewski). W kolegium znaleźli się m.in.: Stanisław Bieliński, Czesław Michalski, Bronisława Orłowska, Tadeusz Pszczołowski i Stanisław Smoleński. Nakład miesięcznika to około 3000 egzemplarzy. Przestał ukazywać się z końcem 1958 r.

## Złoty Mikrofon
Od 1969 r., z przerwą w latach 1975–1987, tygodnik „Antena” rozdawał nagrody Złote Mikrofony.

## Zawartość
Czasopismo zapowiadało audycje, które miały się pojawić na antenie Polskiego Radia w nadchodzącym tygodniu. Nie były to jednak spisy tytułów audycji z podanymi godzinami. Notatka o każdej audycji zawierała co najmniej kilka zdań omawiających temat audycji, informację kto i gdzie ją przygotował, kto w niej wystąpi, dlaczego warto jej posłuchać. W przypadku audycji muzycznych podawano informacje o utworach, kompozytorze, wykonawcy, miejscu wykonania. Do wielu omówień załączone były ilustracje, które dla wielu radiosłuchaczy były jedyną możliwością zobaczenia obrazu człowieka, miejsca lub zdarzenia, o którym będzie mowa w audycji. Ciekawszym audycjom poświęcone były całostronicowe, bogato ilustrowane artykuły.
Były też zaświadczenia w sprawie udziału w programach telewizyjnych, np. w Familiadzie, Śmiechu warte, Od przedszkola do Opola i Randce w ciemno.
Oprócz omówienia programu około 56 stacji telewizyjnych i 8 stacji radiowych w tygodniku znaleźć można było komentarze na temat ostatnich wydarzeń politycznych, wiadomości o rozwoju radiofonii w Polsce i na świecie, listy od słuchaczy. „Antena” cieszyła się również sporym zainteresowaniem radioamatorów ze względu na umieszczane wskazówki dla budujących odbiorniki radiowe, z podaniem schematów i zaleceń montażowych oraz porady na temat montażu anten i dobrego odbioru.